# Коле Кавалијери (Кјети)
Коле Кавалијери (итал. Colle Cavalieri) је насеље у Италији у округу Кјети, региону Абруцо.
Према процени из 2011. у насељу је живело 227 становника. Насеље се налази на надморској висини од 106 м.